# 布什山公園站
布什山公园站（英語：Bush Hill Park railway station）是伦敦地上铁李河谷線的一座车站，位于倫敦的恩菲爾德區，属于第5收费区。

## 歷史
1880年，本站開通，為大東部鐵路的一部分。2015年，本站管理權由大盎格利亞移交至倫敦地上鐵，本站被添加入倫敦地鐵路線圖。

## 列車服務
非高峰期為每小時2班列車，在高峰期為每小時4班列車。在托特納姆熱刺足球俱樂部比賽日期間，還會加開白鹿巷站始發終到的列車停靠本站。

## 接駁交通
倫敦巴士192、217、231、377和617線均到達靠近地鐵站的巴士站。